# Daniel Hartmann (Arbeiter)

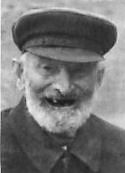
Daniel Hartmann, 1907

Daniel Hartmann (* 5. November 1854 in Leimen; † 21. Januar 1952) war ein Arbeiter in der Sandgrube von Mauer. Er entdeckte dort den Unterkiefer von Mauer, das Typusexemplar der fossil überlieferten  Art Homo heidelbergensis. Die Gemeinde Mauer ernannte ihn 1948 zum Ehrenbürger und benannte eine Straße nach ihm.

## Leben

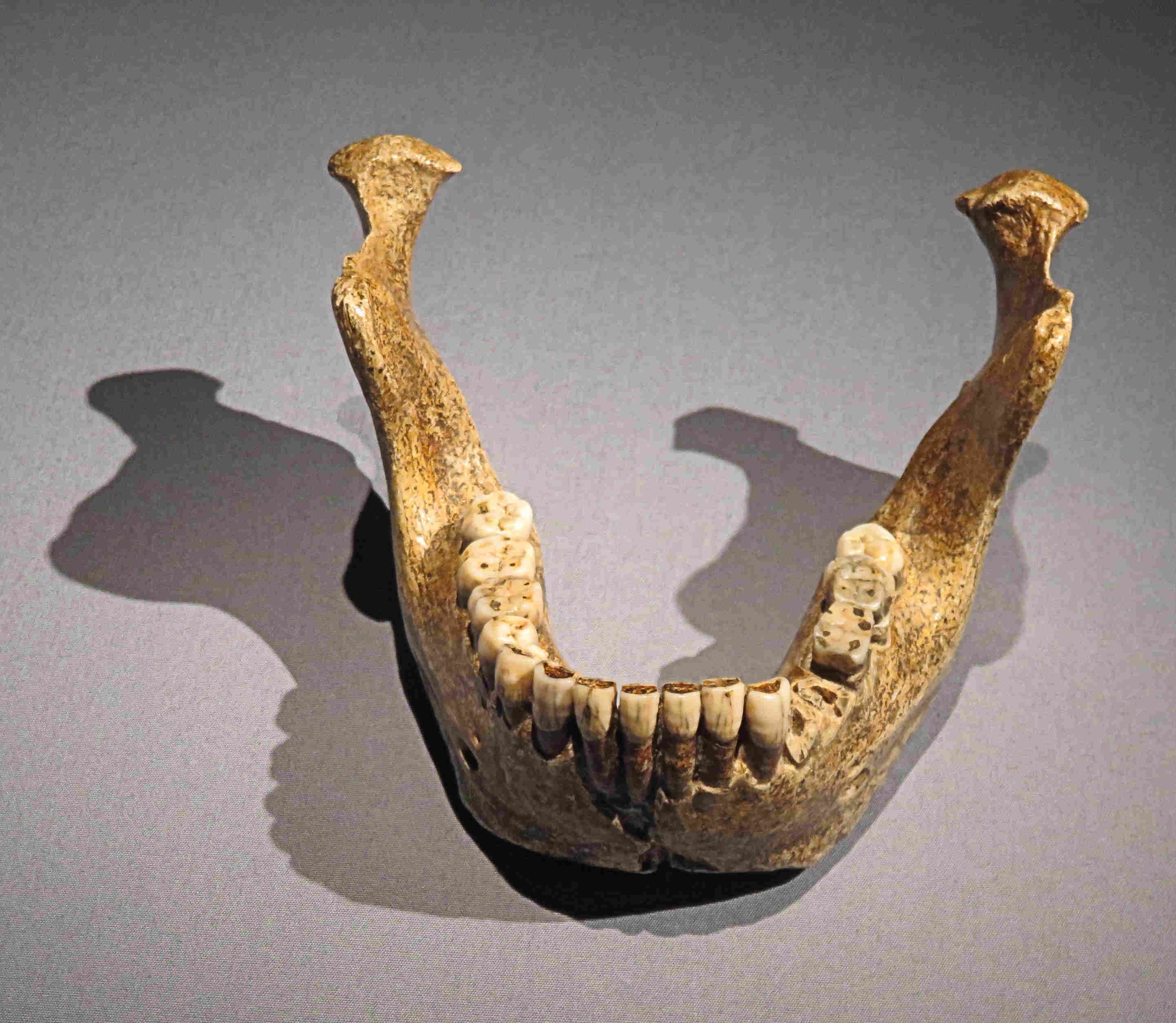
Unterkiefer von Mauer (Original)

Daniel Hartmann wurde in Leimen geboren. Am 7. November heiratete er 1880 Elisabetha Gutruf aus Mauer. In der Heimatstadt seiner Frau fand er eine Anstellung in der Sandgrube Grafenrain. Hier wurde der Sand bis zum Ersten Weltkrieg mit Schaufel und Hacke von Hand abgebaut; das abgegrabene Sediment wurde durch ein schräggestelltes Metallsieb geworfen, durch das der Sand hindurchfiel, während Steine und andere harte Gegenstände auf der Vorderseite herabrollten. Bereits in der ersten Hälfte des 19. Jahrhunderts wurden beim Sandsieben Fossilien gefunden. Seit 1888 sorgte insbesondere Otto Schoetensack dafür, dass man beim Abbau des Sandes Ausschau nach weiteren vorgeschichtlichen Funden hielt. Zu diesem Zweck wurden die Arbeiter über die sachgerechte Bergung von Funden unterrichtet.
Am 21. Oktober 1907 entdeckte der als „Sanddaniel“ bekannte Hartmann auf seiner Schaufel einen fossilen Überrest, der als Unterkiefer von Mauer weltberühmt wurde. Gemeinsam mit Hartmann unterschrieben die Sandgrubenarbeiter Andreas Oberländer (1877–1910) und Jakob Engelhard (1838–1927) das Fundprotokoll.
Hartmann wurde als geselliger Mensch beschrieben. Er lebte in bescheidenen Verhältnissen in einem Häuschen in der Weinbergstraße, wo er häufigen Besuch von Studenten und Professoren erhielt, die ihn zur Fundgeschichte des Unterkiefers befragten.
Aus der Ehe mit Elisabetha Gutruf († 1909) entstammten sechs Kinder, von denen jedoch nur drei das Erwachsenenalter erreichten. Sein Sohn Martin fiel 1915 im Ersten Weltkrieg, die beiden Töchter starben 1941 bzw. 1953.

## Ehrungen

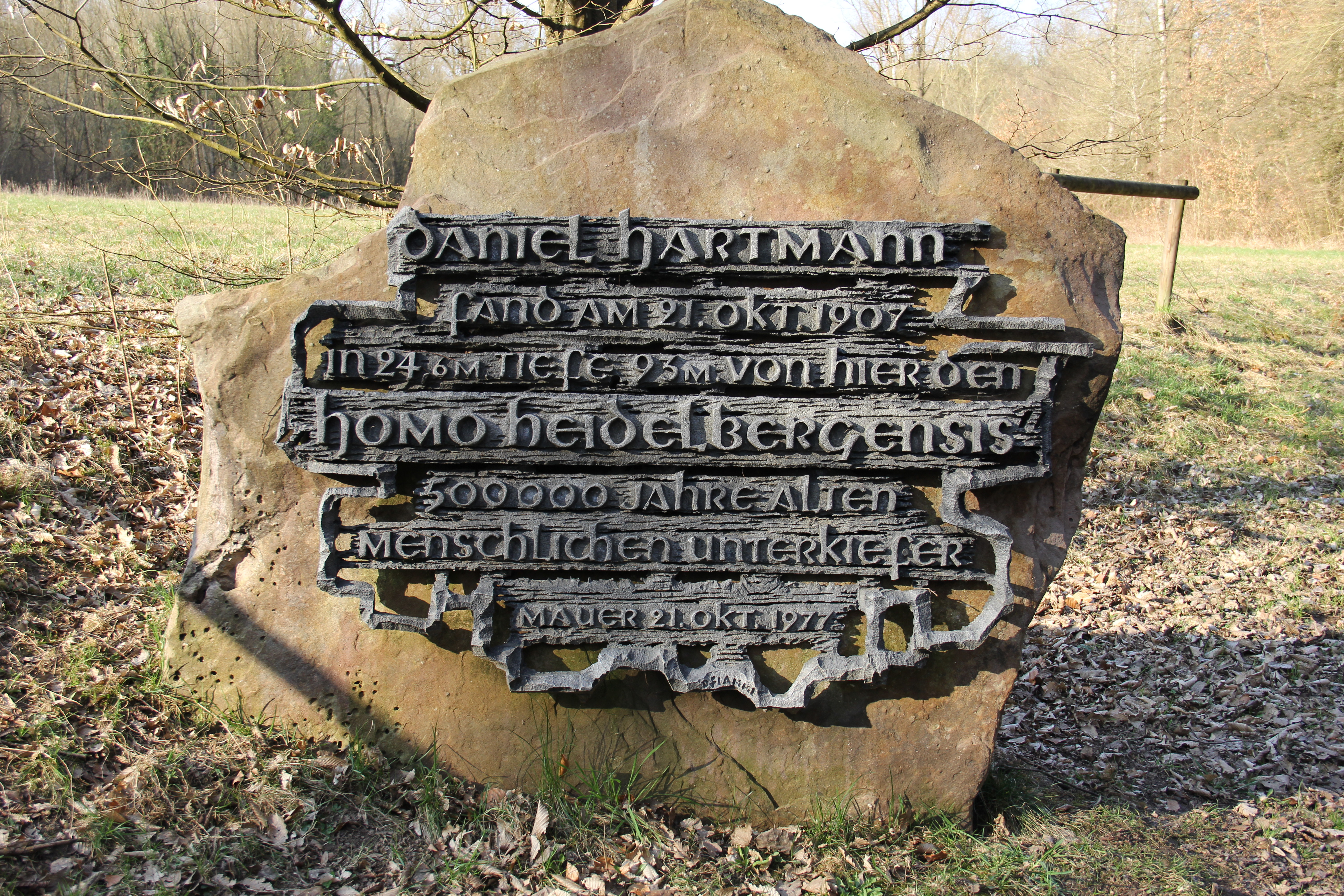
Gedenkstein von 1977, der an Hartmanns Fund erinnert

Daniel Hartmann wurde 1948 zum Ehrenbürger von Mauer ernannt. Er erhielt nach seinem Tod ein Ehrengrab in Mauer. Eine Straße in Mauer trägt seinen Namen.
Die Rhein-Neckar-Zeitung urteilte 1954 zu seinem 100. Geburtstag: „Er hat doch durch Zufall, Glück und helle Pfiffigkeit im entscheidenden Augenblick der Wissenschaft einen größeren Dienst erwiesen als vielleicht ein gutes Dutzend normaler Ehrendoktoren zusammen.“
Zum 70. Jahrestag des Fundes im Jahr 1977 wurde ein Gedenkstein unweit der Fundstelle aufgestellt, der an den Fund des Unterkiefers von Mauer durch Daniel Hartmann erinnert.